# Saint-Martin-sur-Ouanne
Saint-Martin-sur-Ouanne – miejscowość i dawna gmina we Francji, w regionie Burgundia-Franche-Comté, w departamencie Yonne. W 2013 roku liczba ludności wynosiła 453 mieszkańców. 
W dniu 1 stycznia 2016 roku z połączenia 14 ówczesnych gmin – Chambeugle, Charny, Chêne-Arnoult, Chevillon, Dicy, Fontenouilles, Grandchamp, Malicorne, Marchais-Beton, Perreux, Prunoy, Saint-Denis-sur-Ouanne, Saint-Martin-sur-Ouanne oraz Villefranche – utworzono nową gminę Charny-Orée-de-Puisaye. Siedzibą gminy została miejscowość Charny. 